# Frøken Statsadvokat
Frk Statsadvokat er en norsk/tysk dramafilm fra 1929 baseret på en norsk roman af forfatteren Peter Bendow. Filmen er indspillet i Horten og på Åsgårdsstrand , og den norske stumfilm stjerne Aud Egede-Nissen havde hovedrollen som en kvindelig statsadvokat i filmen. Filmen blev instrueret af Adolf Trotz. Filmens tyske titel var "Ein Frau im Talar", mens den i Østrig hed "Die Schuld des Anderen". Filmen 
er blevet restaureret.

## Handling
Filmen handler om Rolf Brønne (Paul Richter) som kommer hjem til landsbyen. Hans kusine Karen Sofie har forelsket sig i en maler og beder Rolf om at hjælpe med faren faren, Konsul Backhaug. Eva Haug, som er forelsket i Rolf Brønne, misforstår dette og tror at der er noget mellem de to. Hun elsker selv Rolf Brønne, og bliver så fortvivlet at hun siger ja til konsul Backhaug, men da hun får sammenhængen at vide, trækker hun sit ja tilbage. Dette gører at konsulen ikke vil hjælpe hendes far som har økonomiske problemer. Forviklingerne ender til sidst i retsallen, hvor det hele bliver opklaret. 

## Medvirkende
- Aud Egede-Nissen -
- Paul Richter - Rolf Brönne
- Mona Mårtenson - Agda, Rolfs Kusine
- Fritz Kortner - Konsul Backhaug
- Synnøve Tessmann -
- Sigmund Ruud -
- Mildred Mehle -
- Nikolai Malikoff - Großhändler Holm
- Ferdinand Bonn -
- Hugo Döblin -
- Hanni Reinwald -
- Wolfgang Zilzer - Leif Andersen